# اچ‌ام‌ان‌زداس آشیل (۷۰)
اچ‌ام‌ان‌زداس آشیل (۷۰) (به انگلیسی: HMNZS Achilles (70)) یک کشتی بود که طول آن ۵۵۵٫۵ فوت (۱۶۹٫۳ متر) بود. این کشتی در سال ۱۹۳۲ ساخته شد.